# Cúp bóng đá Ukraina 2012–13
Cúp bóng đá Ukraina 2012–13 là mùa giải thứ 22 của giải đấu bóng đá loại trực tiếp hàng năm ở Ukraina.
Giải Cúp khởi tranh với hai vòng loại, trước khi vòng đấu chính diễn ra với sự tham gia của các đội từ Giải vô địch quốc gia. Lễ bốc thăm cả hai vòng loại diễn ra vào ngày 5 tháng 7 năm 2012. Vòng loại thứ nhất bao gồm các đội bóng từ Druha Liha và các đội vào chung kết Cúp nghiệp dư. Ở Vòng loại thứ hai, các đội bóng từ Persha Liha tham gia. Các đội thắng ở vòng loại thứ 2, gồm 16 đội, sẽ vào vòng Một hoặc Vòng 32 đội khi có sự tham gia của các đội bóng Giải vô địch quốc gia. Đội vô địch được quyền tham gia vòng play-off (dựa trên Hệ số UEFA) của UEFA Europa League 2013–14.

## Phân bổ đội bóng
Có 55 đội tham dự Cúp bóng đá Ukraina mùa này.

### Phân phối
|                             |                             | Đội bóng tham gia vòng này                                   | Đội bóng vượt qua vòng trước        |
| --------------------------- | --------------------------- | ------------------------------------------------------------ | ----------------------------------- |
| Vòng loại thứ nhất (18 đội) | Vòng loại thứ nhất (18 đội) | - 16 đội từ Giải hạng nhì - 2 đội từ chung kết Cúp nghiệp dư |                                     |
| Vòng loại thứ hai (32 đội)  | Vòng loại thứ hai (32 đội)  | - 17 đội từ Giải hạng nhất - 6 đội từ Giải hạng nhì          | - 9 đội thắng từ vòng loại thứ nhất |
| Vòng đấu chính (32 đội)     | Vòng đấu chính (32 đội)     | - 16 đội từ Giải vô địch quốc gia                            | - 16 đội thắng từ vòng loại thứ hai |

### Ngày thi đấu và bốc thăm
Tất cả các lễ bốc thăm đều diễn ra ở trụ sở FFU (Building of Football) ở Kiev.
| Giai đoạn      | Vòng đấu           | Ngày bốc thăm                                         | Ngày thi đấu                                          |
| -------------- | ------------------ | ----------------------------------------------------- | ----------------------------------------------------- |
| Vòng loại      | Vòng loại thứ nhất | 5 tháng 7 năm 2012                                    | 25 tháng 7 năm 2012                                   |
| Vòng loại      | Vòng loại thứ hai  | 5 tháng 7 năm 2012                                    | ngày 22 tháng 8 năm 2012                              |
| Vòng đấu chính | Vòng 32 đội        | 5 tháng 9 năm 2012                                    | 22 tháng 9 năm 2012(1)                                |
| Vòng đấu chính | Vòng 16 đội        | 26 tháng 9 năm 2012                                   | 31 tháng 10 năm 2012                                  |
| Vòng đấu chính | Tứ kết             | 1 tháng 11 năm 2012                                   | 17 tháng 4 năm 2013                                   |
| Vòng đấu chính | Bán kết            | 19 tháng 4 năm 2013                                   | 8 tháng 5 năm 2013                                    |
| Vòng đấu chính | Chung kết          | 22 tháng 5 năm 2013(2)(3) tại OSK “Metalist”, Kharkiv | 22 tháng 5 năm 2013(2)(3) tại OSK “Metalist”, Kharkiv |

^(1)  Ban đầu dự định diễn ra ngày 23 tháng 9 năm 2012
^(2)  Trận chung kết dự định diễn ra ngày 1 tháng 6 năm 2013, nếu phải cần thiết kết thúc Giải bóng đá vô địch quốc gia Ukraina với một "Trận đấu Vàng".
^(3)  Ban đầu dự định diễn ra ngày 30 tháng 5 năm 2013, nhưng sau đó phải diễn ra ngày 1 tháng 6 năm 2013. Ngày 18 tháng 4 năm 2013, FFU Executive Committee sắp xếp lại trận đấu vào ngày 22 tháng 5 năm 2013. Ngày 24 tháng 4 năm 2013 FFU Executive Committee đổi địa điểm trận chung kết từ Olimpiysky ở Kiev sang Metalist ở Kharkiv.

## Lịch thi đấu

### Vòng loại thứ nhất (1/64)
Vòng này có sự tham gia của 16 đội từ Druha Liha và các đội vào chung kết của Cúp bóng đá nghiệp dư Ukraina. Các trận đấu diễn ra vào ngày 25 tháng 7 năm 2012.
| Skala Stryi (2L)               | 0 – 1                 | (2L) Dynamo Khmelnytskyi     |  |
| Makiyivvuhillya Makiyivka (2L) | 1 – 1(s.h.p.), p. 3–5 | (2L) Hirnyk-Sport Komsomolsk |  |
| Real Pharm Yuzhne (2L)         | 0 – 1                 | (2L) Nyva Ternopil           |  |
| FC Bucha (AM)                  | 1 – 2                 | (2L) UkrAhroKom Pryiutivka   |  |
| Kremin Kremenchuk (2L)         | 4 – 0                 | (2L) Yednist Plysky          |  |
| SKA Odesa (2L)                 | 0 – 2                 | (2L) Zhemchuzhyna Yalta      |  |
| Krystal Kherson (2L)           | 3 – 1                 | (2L) FC Ternopil             |  |
| Stal Dniprodzerzhynsk (2L)     | 3 – 0(3)              | (2L) Myr Hornostayivka       |  |
| Hvardiyets Hvardiyske (AM)     | bye(4)                |                              |  |

Ghi chú:
^(3)  Myr Hornostayivka thông báo cho PFL là họ không thể di chuyển đến thi đấu.(19 tháng 7 năm 2012) Stal Dniprodzerzhynsk thắng 3–0 và vào vòng tiếp theo.
^(4)  Hvardiyets Hvardiyske được bốc thăm thi đấu sân khách với FC Bastion Illichivsk nhưng họ bị loại khỏi thứ hạng chuyên nghiệp trước khi bắt đầu mùa giải 2012–13.(13 tháng 7 năm 2012) Hvardiyets Hvardiyske receive a bye into the next round.

### Vòng loại thứ hai (1/32)
Vòng này có sự tham gia của tất cả 17 đội từ Persha Liha (ngoại trừ Dynamo-2 Kyiv) và đội xếp hạt giống cao nhất từ Druha Liha (4 đội cao nhất mỗi bảng). Các đội bóng này được bốc thăm với 9 đội thắng từ Vòng loại thứ nhất. Các trận đấu diễn ra vào ngày 22 tháng 8 năm 2012.
| Hirnyk Kryvyi Rih (2L)        | 1 – 3                  | (1L) Stal Alchevsk              |  |
| Nyva Ternopil (2L)            | 1 – 1 (s.h.p.), p. 4–2 | (1L) Zirka Kirovohrad           |  |
| FC Odesa (1L)                 | 3 – 2 (s.h.p.)         | (1L) FC Poltava                 |  |
| Helios Kharkiv (1L)           | 3 – 0                  | (1L) Olimpik Donetsk            |  |
| Krystal Kherson (2L)          | 0 – 1                  | (1L) Krymteplytsya Molodizhne   |  |
| FC Sevastopol (1L)            | 1 – 0                  | (1L) Bukovyna Chernivtsi        |  |
| Obolon Kyiv (1L)              | 2 – 0                  | (1L) Arsenal Bila Tserkva       |  |
| Zhemchuzhyna Yalta (2L)       | 2 – 2 (s.h.p.), p. 4–2 | (1L) Tytan Armyansk             |  |
| Shakhtar Sverdlovsk (2L)      | 2 – 1 (s.h.p.)         | (1L) PFC Oleksandria            |  |
| Hvardiyets Hvardiyske(5) (AM) | 1 – 3                  | (2L) UkrAhroKom Pryiutivka      |  |
| Hirnyk-Sport Komsomolsk (2L)  | 2 – 0                  | (1L) Naftovyk-Ukrnafta Okhtyrka |  |
| Dynamo Khmelnytskyi (2L)      | 0 – 2                  | (2L) Desna Chernihiv            |  |
| Enerhiya Nova Kakhovka (2L)   | 0 – 1 (s.h.p.)         | (2L) Slavutych Cherkasy         |  |
| Avanhard Kramatorsk (1L)      | 1 – 0                  | (1L) FC Sumy                    |  |
| Kremin Kremenchuk (2L)        | 2 – 1                  | (1L) MFK Mykolaiv               |  |
| Stal Dniprodzerzhynsk (2L)    | bye(6)                 |                                 |  |

Ghi chú:
^(5)  Hvardiyets Hvardiyske ban đầu được bốc thăm thi đấu sân khách.
Tuy nhiên, điều luật của quyết định rằng đội ở cấp độ thấp hơn sẽ là đội nhà. Vì vậy trận đấu diễn ra ở Hvardiyske.
^(6)  Stal Dniprodzerzhynsk ban đầu được bốc thăm sân khách và đá với FC Lviv nhưng họ rút khỏi thứ hạng chuyên nghiệp trước khi bắt đầu mùa giải 2012–13. 
Stal Dniprodzerzhynsk đi thẳng vào vòng tiếp theo.

### Vòng 32 đội
Vòng này có sự tham gia của tất cả 16 đội từ Giải vô địch quốc gia. Các đội bóng này và 16 đội thắng ở vòng trước bao gồm 7 đội từ  Persha Liha và 9 đội từ Druha Liha được bốc thăm thi đấu vòng này. Lễ bốc thăm diễn ra vào ngày 5 tháng 9 năm 2012 và được thực hiện bởi Volodymyr Troshkin, khách mời bởi Giải vô địch quốc gia.
| Stal Alchevsk (1L)           | 2 – 3 aet | (PL) Arsenal Kyiv                    |
| ---------------------------- | --------- | ------------------------------------ |
| Stepanyuk 40' · Hrytsay 116' | Chi tiết  | Homenyuk 68', 100' · Kobakhidze 111' |

| Chornomorets Odesa (PL)  | 2 – 0    | (PL) Metalurh Donetsk |
| ------------------------ | -------- | --------------------- |
| Burdujan 50' · Matos 52' | Chi tiết |                       |

| Shakhtar Sverdlovsk (2L) | 2 – 1    | (1L) FC Odesa |
| ------------------------ | -------- | ------------- |
| Fatiy 35' · Korobkin 61' | Chi tiết | Kalitov 57'   |

| Avanhard Kramatorsk (1L) | 1 – 1 aet pen. 4–3 | (PL) Zorya Luhansk |
| ------------------------ | ------------------ | ------------------ |
| Skarlosh 78'             | Chi tiết           | Khudzik 39'        |

| Stal Dniprodzerzhynsk (2L) | 0 – 6    | (PL) Illichivets Mariupol                                            |
| -------------------------- | -------- | -------------------------------------------------------------------- |
|                            | Chi tiết | Fomin 17', 50', 56' · Kozhanov 38' · Hrechyshkin 62' · Putivtsev 82' |

| Zhemchuzhyna Yalta (2L) | 0 – 1    | (PL) Dnipro Dnipropetrovsk |
| ----------------------- | -------- | -------------------------- |
|                         | Chi tiết | Kalinić 15'                |

| Desna Chernihiv (2L) | 1 – 2    | (PL) Vorskla Poltava     |
| -------------------- | -------- | ------------------------ |
| Kondratyuk 90+5'     | Chi tiết | Januzi 9' · Budnik 45+1' |

| Kremin Kremenchuk (2L) | 0 – 2    | (2L) Nyva Ternopil                 |
| ---------------------- | -------- | ---------------------------------- |
|                        | Chi tiết | Kabanov 8' · Voitovych 30' (ph.đ.) |

| Hirnyk-Sport Komsomolsk (2L) | 0 – 2    | (PL) Tavriya Simferopol    |
| ---------------------------- | -------- | -------------------------- |
|                              | Chi tiết | Humenyuk 68' · Shynder 76' |

| Helios Kharkiv (1L) | 0 – 1    | (PL) Hoverla Uzhhorod |
| ------------------- | -------- | --------------------- |
|                     | Chi tiết | Balafas 78'           |

| UkrAhroKom Pryiutivka (2L) | 1 – 1 aet pen. 5–4 | (PL) Metalurh Zaporizhya |
| -------------------------- | ------------------ | ------------------------ |
| Falkovskiy 47'             | Chi tiết           | Junior 45' (ph.đ.)       |

| Slavutych Cherkasy (2L) | 1 – 3 aet | (PL) Volyn Lutsk                             |
| ----------------------- | --------- | -------------------------------------------- |
| Hud 88'                 | Chi tiết  | Othắngikoko 90+4' · Nasonov 95' · Pavlov 97' |

| FC Sevastopol (1L)              | 2 – 1    | (PL) Kryvbas Kryvyi Rih |
| ------------------------------- | -------- | ----------------------- |
| Kuznetsov 45+2' · Karavayev 72' | Chi tiết | Samodin 60'             |

| Krymteplytsia Molodizhne (1L) | 0 – 2    | (PL) Karpaty Lviv             |
| ----------------------------- | -------- | ----------------------------- |
|                               | Chi tiết | Štilić 56' · Kopolovets 90+3' |

| Obolon Kyiv (1L) | 1 – 4    | (PL) Metalist Kharkiv                       |
| ---------------- | -------- | ------------------------------------------- |
| Kotenko 74'      | Chi tiết | Marlos 2', 64' · Vorobey 37' · Shelayev 77' |

| Shakhtar Donetsk (PL)                                        | 4 – 1    | (PL) Dynamo Kyiv |
| ------------------------------------------------------------ | -------- | ---------------- |
| Luiz Adriano 22' · Teixeira 41' · Fernandinho 76' · Srna 83' | Chi tiết | Taiwo 27'        |

Ghi chú:
^(7)  Trận đấu diễn ra trên sân CSC Nika Stadium nằm ở quận trung tâm của Oleksandria, vì sân nhà có sức chứa giới hạn.

### Vòng 16 đội
Vòng này có sự tham gia của the 16 đội thắng ở vòng trước bao gồm 11 đội từ Giải vô địch quốc gia, 2 đội từ Persha Liha và 3 đội từ Druha Liha. Lễ bốc thăm diễn ra vào ngày 26 tháng 9 năm 2012 và được thực hiện bởi Mykhailo Fomenko được mời bởi Giải vô địch quốc gia.
| Shakhtar Sverdlovsk (2L) | 0 – 2    | (PL) Volyn Lutsk                |
| ------------------------ | -------- | ------------------------------- |
|                          | Chi tiết | Subotić 4' (ph.đ.) · Stević 62' |

| Avanhard Kramatorsk (1L) | 0 – 1    | (PL) Arsenal Kyiv |
| ------------------------ | -------- | ----------------- |
|                          | Chi tiết | Kobakhidze 85'    |

| Vorskla Poltava (PL)   | 2 – 3    | (PL) Tavriya Simferopol                    |
| ---------------------- | -------- | ------------------------------------------ |
| Bezus 60' · Budnik 63' | Chi tiết | Humenyuk 1' · Ljubičić 28' · Nazarenko 32' |

| UkrAhroKom Pryiutivka (2L) | 1 – 2    | (PL) Chornomorets Odesa  |
| -------------------------- | -------- | ------------------------ |
| Kalinovskyi 48'            | Chi tiết | Politylo 14' · Bakaj 67' |

| Dnipro Dnipropetrovsk (PL) | 2 – 0    | (PL) Illichivets Mariupol |
| -------------------------- | -------- | ------------------------- |
| Matheus 50' · Giuliano 75' | Chi tiết |                           |

| Nyva Ternopil (2L) | 0 – 2    | (1L) FC Sevastopol |
| ------------------ | -------- | ------------------ |
|                    | Chi tiết | Koval 4', 48'      |

| Hoverla Uzhhorod (PL) | 1 – 4    | (PL) Shakhtar Donetsk                                                   |
| --------------------- | -------- | ----------------------------------------------------------------------- |
| López 55' (ph.đ.)     | Chi tiết | Fernandinho 48' · Teixeira 68' · Luiz Adriano 72' · Willian 75' (ph.đ.) |

| Karpaty Lviv (PL)       | 2 – 1 aet | (PL) Metalist Kharkiv |
| ----------------------- | --------- | --------------------- |
| Štilić 77' · Kenia 107' | Chi tiết  | Cristaldo 72'         |

Ghi chú:
^(8)  Trận đấu diễn ra trên sân CSC Nika Stadium nằm ở quận trung tâm của Oleksandria, vì sân nhà có sức chứa giới hạn.

### Tứ kết
Vòng này có sự tham gia của 8 đội thắng ở vòng trước bao gồm 7 đội từ Giải vô địch quốc gia và 1 đội từ Persha Liha. Lễ bốc thăm diễn ra vào ngày 1 tháng 11 năm 2012 và được thực hiện bởi cựu cầu thủ đội tuyển quốc gia Ukraina Ivan Hetsko nhưng vì lý do không lường trước nên ông không thể tham gia bốc thăm. Việc bốc thăm được thực hiện bởi một cựu cầu thủ đội tuyển quốc gia Ukraina khác là Vladyslav Vashchuk.
| Volyn Lutsk (PL) | 0 – 2    | (PL) Dnipro Dnipropetrovsk       |
| ---------------- | -------- | -------------------------------- |
|                  | Chi tiết | Kravchenko 45+3' · Matheus 90+3' |

| FC Sevastopol (1L)                            | 1 – 1aet | (PL) Tavriya Simferopol    |
| --------------------------------------------- | -------- | -------------------------- |
| Kovpak 23'                                    | Chi tiết | Gadzhiev 55'               |
| Loạt sút luân lưu                             |          |                            |
| Karnoza · Zhabokrytskyy · Kozhanov · Neplyakh | 4–1      | Gómez · Eduardo · Gadzhiev |

| Shakhtar Donetsk (PL)  | 2 – 1    | (PL) Karpaty Lviv |
| ---------------------- | -------- | ----------------- |
| Hai 33' · Teixeira 43' | Chi tiết | Zenjov 79' (pen)  |

| Arsenal Kyiv (PL) | 1 – 2    | (PL) Chornomorets Odesa      |
| ----------------- | -------- | ---------------------------- |
| Tkachuk 45+2'     | Chi tiết | Burdujan 6' · Fontanello 76' |

### Bán kết
Vòng này có sự tham gia của 4 đội thắng ở vòng trước bao gồm 3 đội từ Giải vô địch quốc gia và 1 đội từ Persha Liha. Lễ bốc thăm diễn ra vào ngày 19 tháng 4 năm 2013 và được thực hiện bởi cựu cầu thủ đội tuyển quốc gia Ukraina Ivan Hetsko. Đội nhà trong trận chung kết được xác định là đội thắng trong trận Sevastopol - Shakhtar.
| Sevastopol (1L)  | 2 – 4    | (PL) Shakhtar Donetsk                      |
| ---------------- | -------- | ------------------------------------------ |
| Tkachev 37', 72' | Chi tiết | Luiz Adriano 8', 65' · Mkhitaryan 19', 53' |

| Chornomorets Odesa (PL)    | 2 – 1    | (PL) Dnipro Dnipropetrovsk |
| -------------------------- | -------- | -------------------------- |
| Fontanello 62' · Matos 68' | Chi tiết | Matheus 8'                 |

### Chung kết
| Shakhtar Donetsk (PL)                       | 3 – 0 | (PL) Chornomorets Odesa |
| ------------------------------------------- | ----- | ----------------------- |
| Fernandinho 41' · Teixeira 53' · Taison 73' |       |                         |

### Danh sách ghi bàn nhiều nhất
Đây là danh sách 10 cầu thủ ghi nhiều bàn thắng nhất của giải đấu kể cả vòng loại.
Tính đến tháng Năm 22, 2013
| # | Cầu thủ       | Số bàn thắng (Pen.) | Đội bóng              |
| - | ------------- | ------------------- | --------------------- |
| 1 | Luiz Adriano  | 4                   | Shakhtar Donetsk      |
| 1 | Alex Teixeira | 4                   | Shakhtar Donetsk      |
| 3 | Fernandinho   | 3                   | Shakhtar Donetsk      |
| 3 | Ruslan Fomin  | 3                   | Illichivets Mariupol  |
| 3 | Matheus       | 3                   | Dnipro Dnipropetrovsk |
| 3 | Yevhen Volha  | 3                   | Kremin Kremenchuk     |